# Frisone orientale
Il frisone orientale è una razza equina originaria della Turingia.

## Origini e storia
Solo a partire dalla suddivisione della Germania dopo la seconda guerra mondiale la sua storia si è svolta separatamente dall'Oldenburg, con il quale in precedenza costituiva un'unica razza. Da allora il Frisone orientale ha infatti usufruito dell'apporto di stalloni Arabi shagya, con ingentilimento della razza.
Per soddisfare le richieste del settore sportivo, negli ultimi decenni si è proceduto ad insanguamenti con Hannover e  purosangue inglese, che ne hanno migliorato le prestazioni come cavallo sportivo.
Nonostante ciò ha mantenuto una somiglianza con l'Oldenburg, con un tratto distintivo di eleganza fornita dall'Arabo ed una struttura più leggera, divenendo una razza ricercata come cavallo da sella.

## Utilizzo
Di carattere vivace e adatto al tiro leggero, montato dimostra ottima attitudine agli sport equestri. Le dimensioni ridotte rispetto all'Oldenburg, l'elasticità e le andature brillanti ne fanno un buon soggetto per la specialità olimpica del dressage. È anche un ottimo saltatore, dotato di buon gesto e di notevole elevazione. Fino agli anni Cinquanta nelle zone di origine veniva impiegato comunque in silvicoltura, per il traino dei tronchi, ed agricoltura.

## Morfologia
Il frisone orientale è di tipo meso-dolicomorfo (come lipizzano, holstein e danubiano) con altezza di 154-168 cm. Il mantello è generalmente sauro ma può essere baio, grigio e morello. Ha testa ben proporzionata con profilo rettilineo. Gli occhi sono vivi e le narici mobili ed ampie. Il collo è lungo, arcuato e ben attaccato. Il torace è ampio e profondo, la spalla lunga e ben inclinata Buoni sono gli arti, con l'avambraccio e gamba lunghi e ben muscolati, tendini ben conformati e staccati, zoccoli resistenti.
Il peso medio è di 500 kg.